# Naso (anatomia)
Naso (także nasus) – struktura anatomiczna u niektórych roztoczy z grupy Actinotrichida.
Naso ma postać nieparzystego, wydatnego uwypuklenia w przednio-grzbietowej części aspidosomy, wystającego ponad szczękoczułkami. Występuje u prymitywniejszych grup Prostigmata, u których może być nagie lub opatrzone parą szczecinek, np. u rodzaju Eupodes. U Sphaerolichida z rodziny Sphaerolichidae jest nagie. Endeostigmata mają naso ze szczecinami rostralnymi lub bez nich, bardzo rzadko jest ono zredukowane. Na spodzie naso znajdować może się oko lub oka środkowe.
Możliwe, że naso jest narządem homologicznym do rostrum, tworzonego przez tektum.